# 離卦

離卦

離卦，簡稱離，為八卦的其中一卦，畫做☲，代表火。同時為六十四卦之中的第三十卦，上下卦都是八卦之中的離卦，就是☲，都是代表火，所以離卦就畫成䷝。為方便記住卦象，有個名叫離為火。

## 卦辭
利貞，亨。 畜牝牛，吉。
彖曰：離，麗也﹔日月麗乎天，百谷草木麗乎土，重明以麗乎正，乃化成天下。 柔麗乎中正，故亨﹔是以畜牝牛吉也。
象曰：明兩作離，大人以繼明照於四方。

## 爻辭
初九：履錯然，敬之無咎。
六二：黃離，元吉。
九三：日昃之離，不鼓缶而歌，則大耋之嗟，凶。
九四：突如其來如，焚如，死如，棄如。
六五：出涕沱若，戚嗟若，吉。
上九：王用出征，有嘉折首，獲其匪丑，無咎。